# Arroio Santa Teresa
Arroio Santa Teresa är ett vattendrag i Brasilien.   Det ligger i delstaten Rio Grande do Sul, i den södra delen av landet, 1 500 kilometer söder om huvudstaden Brasília.
Omgivningen kring Arroio Santa Teresa består till största delen av jordbruksmark. Området är glesbefolkat, med 14 invånare per kvadratkilometer.